# 409
| [ Edytuj tabelę ] |                              |
| Cesarz Bizancjum  | - 408 Teodozjusz II 450      |
| Władca Guptów     | - 375 Ćandragupta II 414     |
| Chan Hunów        | - 390 Uldin 411              |
| Władca Korei      | - 391 Kwanggaet’o Wielki 413 |
| Papież            | - 401 Innocenty I 417        |
| Król Persji       | - 399 Jezdegerd I 420        |
| Cesarz Rzymu      | - 395 Flawiusz Honoriusz 423 |
| Król Wandalów     | - 406 Gunderyk 428           |
| Król Wizygotów    | - 395 Alaryk 410             |

Rok 409 / CDIX
stulecia: IV wiek ~
V wiek ~
VI wiek

lata: 399 «
404 «
405 «
406 «
407 «
408 «
409
» 410
» 411
» 412
» 413
» 414
» 419

## Wydarzenia
- Wandalowie, Swebowie i Alanowie wdarli się do Hispanii.
- Drugie oblężenie Rzymu przez Alaryka.
- Ostatnie oddziały Rzymian wycofały się z Brytanii.
- Paulin z Noli został wyświęcony na biskupa.